# Adèle Söderberg
Adelaide (Adèle) Margareta Söderberg, född 17 maj 1880 i Stockholm, död 3 mars 1916 i Stockholm, var en svensk målare, illustratör och grafiker. Hon arbetade huvudsakligen med porträttbeställningar och illustrationsuppdrag.

## Biografi
Adèle Söderberg var dotter till konstnären Johan Adolf Carlsson Söderberg och Anna Margareta Vikner. Hon var syster till konstnären Hildur Andrea Söderberg.
Adèle Söderberg studerade vid Konstakademin 1899–1904 där hon bland annat belönades med den kungliga medaljen, och under samma tid besökte hon även Axel Tallbergs etsningsskola. Tillsammans med Maja Setterberg ställde hon ut på Hultbergs konsthandel i Stockholm och hon medverkade i en samlingsutställning i Gävle. En minneskollektion med hennes verk visades på Konstnärsringens höstsalong 1917 i Stockholm. Hennes produktion spände över ett brett register och omfattade såväl stora dekorativa saker som små sagostycken, marinmålningar, interiörer porträtt och landskapsskildringar men hon arbetade huvudsakligen med illustrationsuppdrag och porträttbeställningar. Hon förblev ogift. Adèle Söderberg är begravd på Norra begravningsplatsen utanför Stockholm.

## Galleri

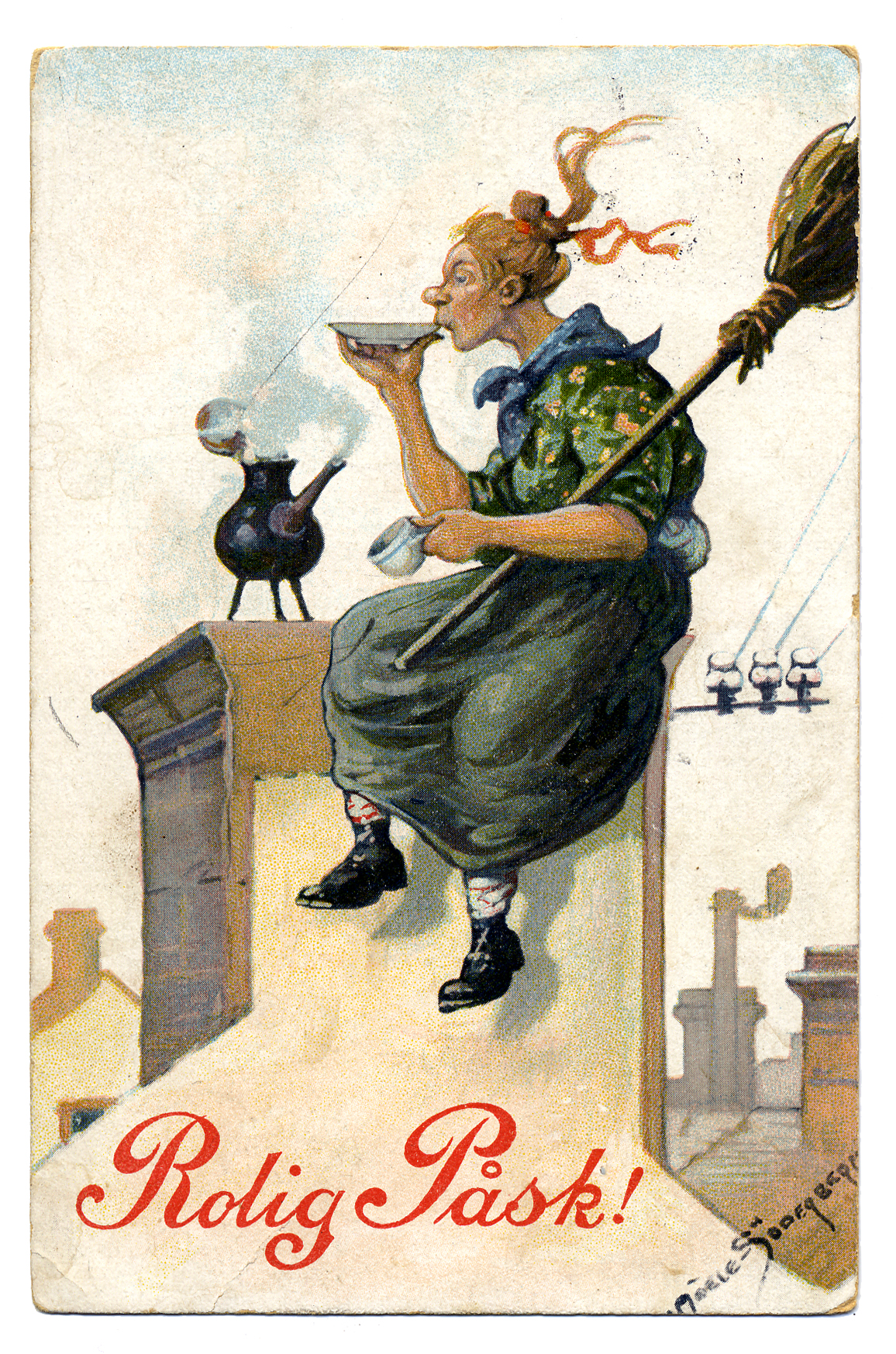
Påskkort.
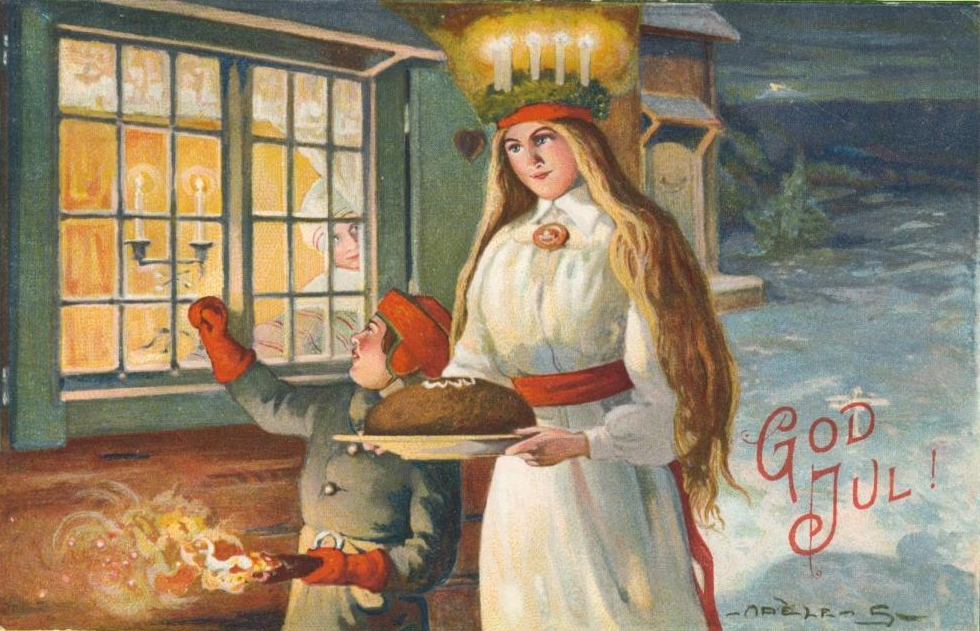
Julkort.